# Кристиан, Фредерик
Фредерик Уильям Кристиан (англ. Frederick William Christian; 14 июня 1867, Бертон-апон-Трент, Стаффордшир — 3 апреля 1934, Рединг) — британский крикетист, чемпион летних Олимпийских игр 1900.
На Играх участвовал в единственном крикетном матче Великобритании против Франции, выиграв который, он получил золотую медаль. Всего он не набрал ни одного очка.